# Epitrix fasciata
Epitrix fasciata é uma espécie de insetos coleópteros polífagos pertencente à família Chrysomelidae.
A autoridade científica da espécie é Blatchley, tendo sido descrita no ano de 1918.
Trata-se de uma espécie presente no território português.
Tem indicação de ser uma praga em espécies da Família Solanaceae, na Flórida, Estados Unidos da América.